# Antonio III Studita
Antonio III Studita (... – Costantinopoli, 983) è stato un vescovo bizantino, Patriarca ecumenico di Costantinopoli dal 974 fino al 979.